# Boris Buden
Boris Buden (Garešnica, Hrvatska 1958) je filozof, teoretičar kulture i publicista. Piše eseje i članke iz područja filozofije, politike, kritike kulture i umetnosti. Diplomirao je filozofiju na Zagrebačkom univerzitetu, uz dopunske studije marksizma. Doktorirao je teoriju kulture na Univerzitetu Humbolt u Berlinu. Tokom devedesetih je objavljivao eseje objavljivao uglavnom u „Arkzinu”, čiji je bio i urednik. Živi i radi u Berlinu.

## Dela
Autor je sledećih radova:
- Barikade I, II, Zagreb: Arkzin 1996/1997.
- Kaptolski Kolodvor, Beograd: Vesela nauka, 2001.
- Vavilonska jama. O (ne)prevodivosti kulture, Beograd: Fabrika knjiga, 2007 (prvobitno objavljeno na nemačkom 2004)
- Zona prelaska – o kraju postkomunizma, Beograd: Fabrika knjiga, 2012 (prvobitno objavljeno na nemačkom 2009)

Prevodio je Frojda („Pronađena psihoanaliza”, te „Budućnost jedne iluzije i drugi spisi”) i Lorencera („Intimnost i socijalna patnja”).

## Kritike
Kritičari Borisu Budenu zameraju što odbacuje nauku kao ključni alat za bolje razumevanje stvarnosti i što zastupa akademski postmodernizam čija glavne svojstva su odbojnost prema nauci, činjenicama, dokaznom postupku i empirijskoj proveri te korištenje relativiziranja. Također mu zameraju što poziva na rešavanje društvenih problema nasilnim sredstvima i što u predočavanju tema o kojima piše iznosi neistine.

## Spoljašnje veze
- Boris Buden, tekstovi na Peščaniku
- Intervju Boris Buden: U Jugoslaviji su sve nacije postigle optimum
- Intervju Boris Buden: Iz rata se ništa korisno ne može naučiti[мртва веза]
- Intervju Boris Buden: Kako smo implementirali Europu i pritom postali siromašni
- Intervju Boris Buden: Fašizam sutrašnjice neće imati lik fašizma iz prošlosti
- Mizantrop pakuje kofere